# Alluvione di Salerno del 25 ottobre 1954
L'alluvione di Salerno del 25-26 ottobre 1954 fu una grave catastrofe causata da precipitazioni meteoriche di portata eccezionale; la tragedia fu talora aggravata nelle aree interessate da disboscamenti dissennati, i quali favorirono alcuni movimenti franosi estesi e distruttivi.

## L'evento
La pioggia incominciò a cadere alle 13:00 con 175mm di acqua poi verso la sera aumentò di 684 volte. Il 26 ottobre, invece, cadderò 450 volte in più arrivando a 1309mm d'acqua. 

La spiaggia di Minori dopo l'alluvione del 1954

## I danni
La zona maggiormente colpita fu quella nella regione Campania, della costiera amalfitana fino alla città di Salerno, e precisamente le località di Vietri sul Mare, Cava de' Tirreni, Salerno, Maiori, Minori, Tramonti.

Le devastazioni furono immense: frane, voragini, ponti crollati, strade e ferrovie distrutte in più punti, case spazzate via, scantinati allagati. I danni si calcolarono superiori ai 45 miliardi di lire.
La furia delle acque causò estese frane, una delle quali, staccatasi dal pendio di un monte da poco disboscato, spazzò via il villaggio di Molina, ed un vicino ponte monumentale dell'acquedotto, chiamato "Ponte del Diavolo".
I due torrenti Bonea e Cavaiola provenienti da Cava de' Tirreni trascinarono a valle una tale quantità di detriti da ampliare e accrescere l'attuale spiaggia di Vietri sul mare detta Marina. Tutta la costa del salernitano comunque cambiò il suo aspetto, risultando in numerosi punti più avanzata a causa dell'apporto di detriti.
A Maiori furono danneggiate le borgate alte, buona parte del centro storico ed alcuni edifici lungo il torrente Reginna il quale, ostruito dai tronchi degli alberi trascinati a valle dalle acque, erose le fondamenta dei palazzi lungo il suo corso, facendone crollare le facciate.

Successivamente le case distrutte furono sostituite con palazzi moderni, quelli che attualmente caratterizzano il centro di Maiori.

Nel Municipio vi è una lapide che ricorda ed elenca i nomi dei 37 morti nell'alluvione dell'ottobre 1954.

## Le vittime
In tutto si contarono (fra morti e dispersi) 318 vittime, 250 feriti, e circa 5.500 senzatetto.

A Salerno le vittime furono un centinaio e circa 100 i feriti; a Vietri sul Mare le vittime furono oltre 100; a Cava de' Tirreni 37; a Maiori 37; a Tramonti 35.